# آدریان بونه
آدریان بونه (انگلیسی: Adrián Bone؛ زاده ۸ سپتامبر ۱۹۸۸) یک بازیکن فوتبال اهل اکوادور است.
وی همچنین در تیم ملی فوتبال اکوادور بازی کرده‌است.